# Morgan Plus 4
Der Morgan Plus 4 ist ein Roadster des britischen Automobilherstellers Morgan, der zwischen 1950 und 1969, 1985 und 2000 und zwischen 2005 und 2019 gebaut wurde. Das Fahrzeug, das als Zwei- oder Viersitzer angeboten wird, ist zwischen dem Morgan 4/4 und dem Morgan Plus 8 angesiedelt.
Am 3. März 2020 wurde das Nachfolgemodell Morgan Plus Four vorgestellt, das zu 97 Prozent aus neuen Teilen besteht. Außerdem wurde die Ziffer im Modellnamen durch ein Zahlwort ersetzt.

## Technik
Mit dem Plus 4, der 1950 auf den Markt kam, blieb Morgan bei den Konstruktionsmerkmalen der 1930er-Jahre. Der Wagen hatte einen Leiterrahmen, die 1909 konstruierte und für Morgan patentierte Vorderradaufhängung mit senkrechten Führungsrohren und Schraubenfedern, eine hintere Starrachse an Blattfedern sowie die Karosserie in Gemischtbauweise aus Eschenholz und Stahlblech. Neu war ab 1953 die Frontpartie mit dem später typischen rundlichen Kühlergrill im Gegensatz zur ersten flachen Ausführung, dem sogenannten „flat rad“.
Der Wagen hatte einen wassergekühlten Vierzylinder-Reihenmotor mit seitlicher Nockenwelle und einem Solex-Fallstromvergaser, Hubraum 2088 cm³, Leistung 69 PS (51 kW) bei 4200/min, maximales Drehmoment 15,4 mkp (151 Nm). Die Gänge zwei bis vier des Vierganggetriebes waren synchronisiert. Die Kraft wurde über eine geteilte Kardanwelle an die Hinterräder übertragen. Der Motor kam von Standard, zunächst aus dem Standard Vanguard, später wurde diese Konstruktion auch in verschiedenen Modellen von Triumph verwendet.
1954 wurde zusätzlich ein Morgan Plus 4 TR mit 1991-cm³-Motor von Triumph angeboten, der 91 PS (67 kW) bei 4800/min leistete und ein maximales Drehmoment von 16,1 mkp (158 Nm) hatte. Mit dem Motor aus dem Triumph TR3 stieg die Leistung 1959 auf 101 PS (74 kW) bei 5000/min und das maximale Drehmoment auf 16,8 mkp (165 Nm) bei 3000/min und für Rennen gab es 1963 einen Plus 4 Super Sports mit 120 PS (88 kW) bei 5500/min und einem maximalen Drehmoment von 19,8 mkp (194 Nm). Laut Werksangabe war der Super Sports je nach Achsuntersetzung bis zu 210 km/h schnell.
Maße und Gewicht des Morgan Plus 4 änderten sich während der ersten Epoche von 1950 bis 1969 nur geringfügig. Der Roadster war anfangs 3550 mm, später 3650 mm lang und 1420 mm breit, bei einem Radstand von 2438 mm sowie einer Spurweite von 1190 mm vorn und 1230 mm hinten. Das Gewicht wurde zu Beginn der Bauzeit mit 710 kg „trocken“ und ab den 1960er-Jahren mit 900 kg für das vollgetankte Fahrzeug angegeben. Die Werte für den Viersitzer sowie für Cabriolet und Coupé wichen geringfügig davon ab.

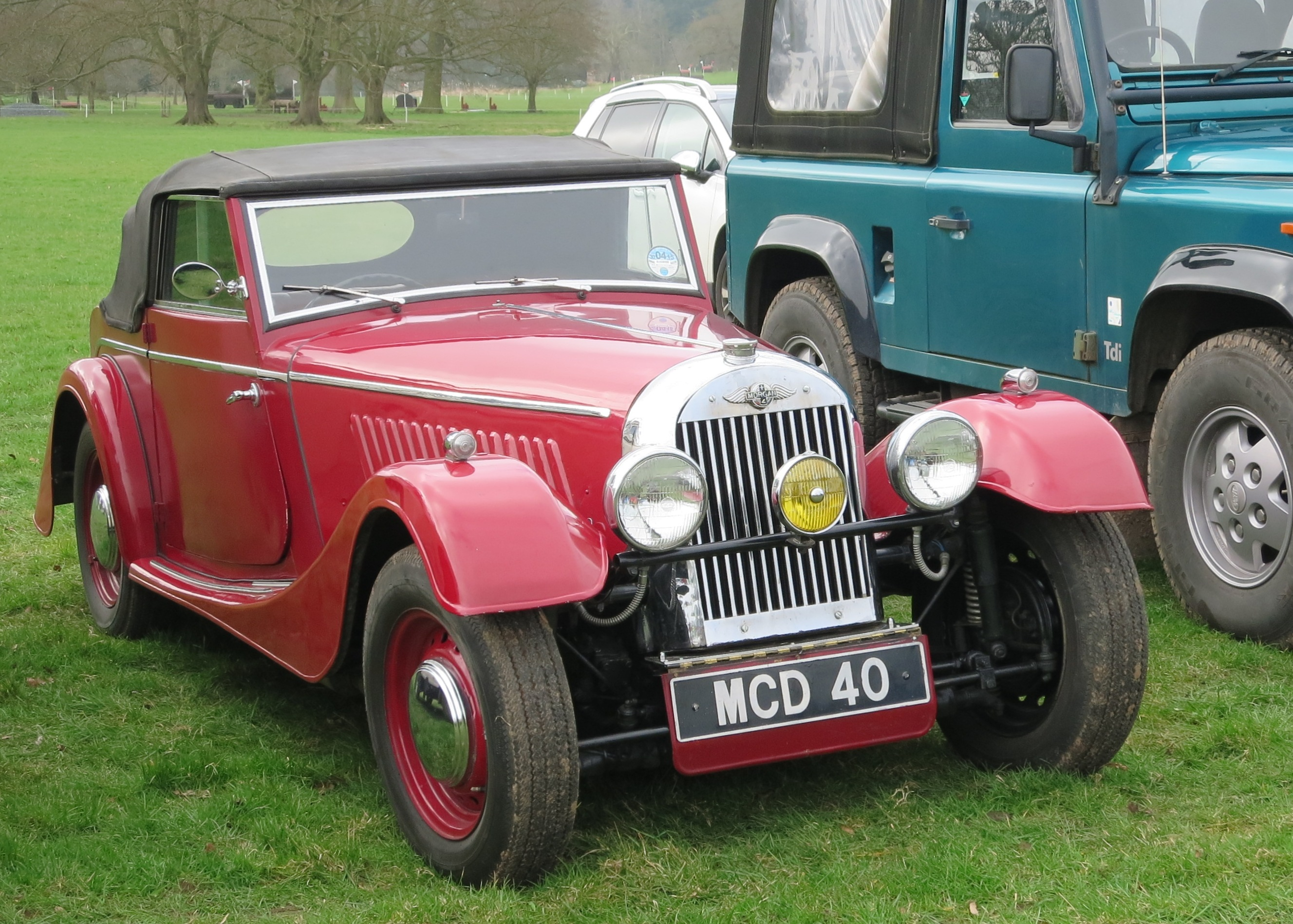
Morgan Plus 4 (1952)
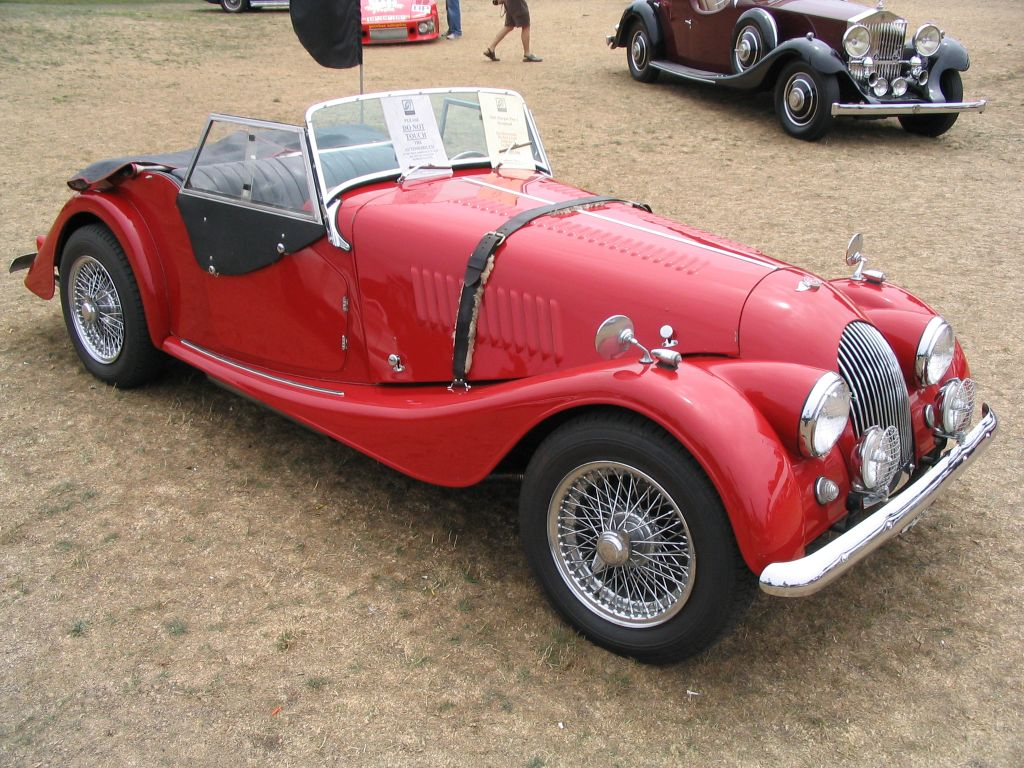
Morgan Plus 4 Drophead (1963)

## Morgan Plus 4 im Motorsport

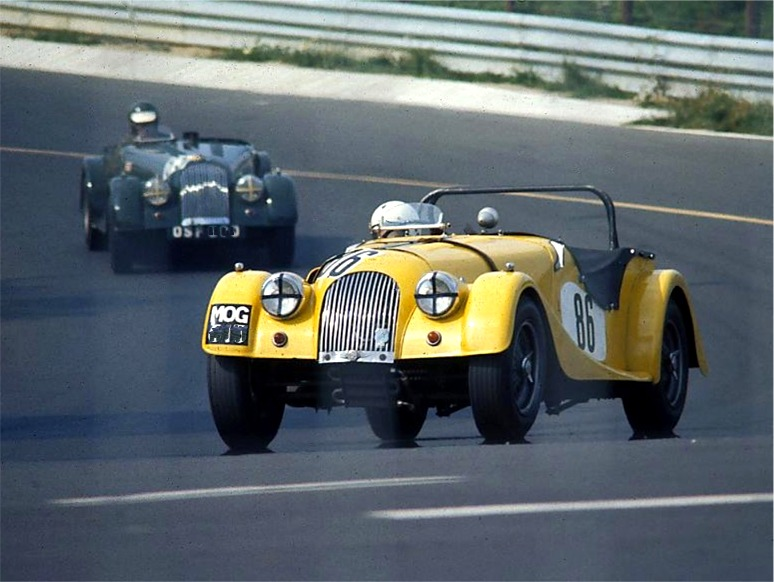
Morgan Plus 4 der Baujahre 1955 und 1956 beim Oldtimer-Grand-Prix 1976 auf dem Nürburgring

Beim 24-Stunden-Rennen von Le Mans 1962 gewann ein Morgen Plus 4 die Klasse der Grand-Tourisme-Wagen bis 2 Liter Hubraum. Gegenüber dem Serienmodell hatte der Wagen eine niedrigere Motorhaube und ein Hardtop aus Aluminium, außerdem eine längere Hinterachsübersetzung und einen 90-Liter-Tank. Das Gewicht lag bei 790 kg. In der Gesamtwertung belegte das von Chris Lawrence und Richard Shepard-Barron gefahrene Fahrzeug Platz 13 mit einer Durchschnittsgeschwindigkeit von 151,220 km/h. Beim 1000-km-Rennen 1962 auf dem Nürburgring erzielten Gay und Claude Savoye auf Morgan Plus 4 Platz 28 im Gesamtklassement und wurden Dritte der GT-Klasse bis 2 Liter. Zwei weitere Morgan Plus 4 fielen in der ersten Hälfte des Rennens aus. 1963 setzte Chris Lawrence drei Wagen mit 2,5-Liter-Motor ein, gefahren von Rob Slotemaker/Hugh Braithwaite und Philip Arnold/Robin Carnegie, die die Plätze 1 und 2 ihrer Klasse belegten, sowie Adrian Dence/Billy Bleidenstein. 1964 war Lawrence noch mal am Nürburgring, allerdings ohne Erfolg.

## Technische Daten (2005–2020)
|                                             | Plus 4                        |
| Bauzeitraum                                 | 2005–2020                     |
| Motorkenndaten                              |                               |
| Motortyp                                    | Reihen-Vierzylinder-Ottomotor |
| Hubraum                                     | 1999 cm³                      |
| max. Leistung                               | 115 kW (156 PS) bei 6000/min  |
| max. Drehmoment                             | 201 Nm bei 4500/min           |
| Kraftübertragung                            |                               |
| Antrieb                                     | Hinterradantrieb              |
| Getriebe, serienmäßig                       | 5-Gang-Schaltgetriebe         |
| Messwerte                                   |                               |
| Höchstgeschwindigkeit                       | 189 km/h (177 km/h)*          |
| Beschleunigung, 0–100 km/h                  | 7,5 s (8,0 s)*                |
| Kraftstoffverbrauch auf 100 km (kombiniert) | 7,1 l Super                   |
| CO2-Emissionen (kombiniert)                 | 164 g/km                      |
| Tankinhalt                                  | 55 l                          |

* Angaben in Klammern für Viersitzer